# Нестеренко Трохим Терентійович
Трохи́м Тере́нтійович Нестере́нко (*1874 — †1956) — український комуністичний діяч, перший голова Черкаської міської ради, активний діяч зі встановлення радянської влади на Черкащині.

## Біографія
Походив із селян Черкаського повіту Київської губернії. Отримав початкову освіту. До того як подався в політику, був вальцювальником міського млина Д. І. Березинського в Черкасах. За політичною позицією був прогресистом. Стояв за створення правильно організованого санітарного нагляду у всіх підприємствах, які використовують найману працю. Висловлювався за встановлення кримінальної відповідальності наймачів за порушення закону з охорони праці. Боровся за поліпшення життя робітників. 
На початку 20 століття входив до складу Української думської громади (170 осіб), яка у складі Державної думи Російської імперії І скликання 1906 року підписала так звану Виборзьку відозву. За це його було засуджено на 3 місяці перебування у в'язниці «Крєсти» та позбавлено виборчих прав на час виборів до Державної думи II скликання.
Пізніше Трохим Терентійович став членом Комуністичної партії.
8 березня 1917 року на зборах робітників міста був обраний першим головою Черкаської ради робітничих депутатів.
На честь нього була названа одна з вулиць міста у мікрорайоні Дахнівка.